# Nam Aegea
Nam Aegea (tiếng Hy Lạp: Περιφέρεια Νοτίου Αιγαίου) là một trong 13 vùng của Hy Lạp. Vùng bao gồm các nhóm đảo Cyclades và Dodecanese tại phần trung tâm và đông nam của biển Aegea.

## Hành chính
Vùng Nam Aegea được thành lập trong đợt cải cách đơn vị hành chính vào năm 1987. Với kế hoạch Kallikratis vào năm 2010, quyền lực và thẩm quyền của vùng được tổ chức lại và mở rộng. Cùng với Bắc Aegea, nó được quản lý bởi Chính quyền Phân quyền Aegea đặt tại Piraeus. Thủ phủ của vùng nằm tại Ermoupoli trên đảo Syros.
Cho đến cải cách Kallikratis, vùng bao gồm hai quận là Cyclades (thủ phủ: Ermoupoli) và Dodecanese (thủ phủ: Rhodes). Từ ngày 1 tháng 1 năm 2011, vùng được chia thành 13 đơn vị thuộc vùng trên cơ sở các đảo chính:
- Andros
- Kalymnos
- Karpathos
- Kea-Kythnos
- Kos
- Milos
- Mykonos
- Naxos
- Paros
- Rhodes
- Syros
- Thira (Santorini)
- Tinos

## Các cộng đồng chính
- Ermoúpoli (Ερμούπολη)
- Ialysós (Ιαλυσός)
- Kallithéa (Καλλιθέα)
- Kálymnos (Κάλυμνος)
- Kos (Κως)
- Mýkonos (Μύκονος)
- Náxos (Νάξος)
- Páros (Πάρος)
- Petaloúdes (Πεταλούδες)
- Ródos (Ρόδος) (hay Rhodes)
- Santoríni (Σαντορίνη) hay Thíra (Θήρα)